# Pieve di San Giovanni Battista (Busto Arsizio)
La pieve di San Giovanni Battista di Busto Arsizio (in latino Plebis Sancti Johannis Baptistae Busti Arsitiiensis) era il nome di un'antica pieve dell'arcidiocesi di Milano con capoluogo Busto Arsizio (VA). Ricade oggi sotto il decanato di Busto Arsizio e comprende 17 parrocchie.
Il patrono è san Giovanni Battista, festeggiato in città il 24 giugno. A lui è dedicata una delle due chiese prepositurali di Busto Arsizio (l'altra porta il nome di san Michele Arcangelo, compatrono della città).
Il borgo di Busto Arsizio godette peraltro di un particolare rango anche a livello civile, tale da affidargli anche in tale ambito delle prerogative plebanee pur non essendolo territorialmente.

## Storia
Alla fine del Rinascimento la chiesa si mostrò molto più pronta dello Stato a riconoscere i mutamenti demografici che avevano investito il territorio lombardo nel corso del Basso Medioevo. La mappa delle pievi nell'Alto Milanese non rispecchiava più il tessuto urbano, nel quale erano sorte più fiorenti città in luogo di altri paesi decaduti. La cittadina di Busto Arsizio divenne sede plebana dopo che l'arcivescovo milanese san Carlo Borromeo aveva deciso, con decreto del 4 aprile 1583, di trasferire in questa città le funzioni plebane dell'antica pieve di Olgiate Olona, la quale si era trovata molto in decadenza nei secoli a favore della fiorente Busto Arsizio. Bisogna tuttavia sottolineare come tale trasferimento ecclesiastico non ebbe effetti civili, per i quali la pieve di Olgiate continuò ad esistere nei secoli successivi. Il successo di Busto Arsizio si basò su due fattori, non solo il forte sviluppo borghese in età comunale, ma anche la fortunata posizione geografica al triplice confine fra la pieve di Olgiate, cui apparteneva nel medioevo, la pieve di Dairago che cercò di attrarla nel Rinascimento, e la pieve di Gallarate cui formalmente poi fu trasferita. Il comune di Busto riuscì quindi a farsi riconoscere particolari privilegi anche in ambito civile, eleggendo un suo rappresentante alla Congregazione del Ducato, il consiglio provinciale di Milano, come fosse una pieve a sé stante.
Nel 1647 la prepositura diede ordine di erezione di una parrocchia dedicata a san Giovanni Battista nella frazione di Bergoro a Fagnano Olona, che andò ad unirsi alle già numerose chiese amministrate in cura d'anime dalla pieve. Nel XVI secolo, inoltre, fu soppressa la parrocchia di San Martino di Fagnano Olona, la quale però venne ricostituita nel XVII secolo. Il 31 marzo 1608 anche Rescaldina poté godere dell'elevazione a parrocchia.
L'ingresso della pieve di Legnano nell'amministrazione plebana lombarda, fece sì che nel 1622 la parrocchia di Rescaldina si staccasse dalla pieve di Busto Arsizio per unirsi a quella di Legnano.
Busto Arsizio divenne ad ogni modo sede di un vicariato, passato poi a vicariato foraneo nel XIX secolo e tale è rimasta anche dopo la soppressione delle pievi voluta dal cardinale milanese Giovanni Colombo con un sinodo apposito nel 1972.

## Prevosti
Segue l’elenco dei prevosti della pieve di Busto Arsizio:
- 1583 - Ippolito Seta
- 1589 - Camillo Frigio
- 1593 - Paolo Gerolamo Candiani
- 1611 - Giovanni Antonio Armiraglio
- 1658 - Francesco Bossi
- 1684 - Girolamo Pozzi
- 1693 - Felice Curioni
- 1716 - Alessio custodi
- 1728 - Carl'Antonio Ranzani
- 1735 - Pietro Borroni
- 1779 - Francesco Bossi
- 1787 - Antonio Giani
- 1804 - Giovanni Maggi
- 1832 - Bartolomeo Piazza
- 1872 - Giuseppe Tettamanti
- 1901 - Carlo Castelli (poi arcivescovo di Fermo)
- 1906 - Paolo Borroni
- 1935 - Norberto Perini (poi arcivescovo di Fermo)
- 1942 - Giovanni Galimberti

## Parrocchie
- San Giovanni Battista di Busto Arsizio
- Santi Stefano e Lorenzo di Olgiate Olona
- San Giovanni Battista di Bergoro[7]
- Santi Ambrogio e Martino di Cairate
- San Giulio di Castellanza[8]
- Santa Maria Assunta di Cislago[9]
- San Gaudenzio di Fagnano Olona
- Santa Maria Assunta di Gorla Maggiore
- San Lorenzo di Gorla Minore
- Sant'Ilario di Marnate[10]
- Santi Nazaro e Celso di Prospiano
- Santa Maria Assunta di Rescalda
- Santi apostoli Pietro e Paolo di Sacconago
- Sant'Antonino di Solbiate Olona
  - Santi Bernardo e Giuseppe di Rescaldina (a Legnano dal 1622)
- San Vittore di Villa Cortese[11]